# JuJu Smith-Schuster
(en) Statistiques sur pro-football-reference
John Sherman « JuJu » Smith-Schuster, né le 22 novembre 1996 à Long Beach, est un joueur professionnel américain de football américain jouant dans la National Football League (NFL).
Il joue au poste de wide receiver pour la franchise des Patriots de la Nouvelle-Angleterre après avoir été chez les Steelers de Pittsburgh (2017-2021) et chez les Chiefs des Kansas City (2022).

## Biographie

### Jeunesse
Né John Sherman Smith, il prend le nom complémentaire de Schuster en honneur de son beau-père.

### Carrière universitaire
Étudiant à l'université du Sud de la Californie, il joue avec les Trojans de l'USC au sein de la NCAA Division I FBS. Il y remporte notamment l'Holiday Bowl 2014 (45-42 contre Nebraska) et le Rose Bowl 2017 (52-49 contre Penn State).

### Carrière professionnelle

#### Draft
Il est sélectionné en tant que 62e choix global lors du deuxième tour de la draft 2017 de la NFL par les Steelers de Pittsburgh. Il est le 6e wide receiver sélectionné au cours de cette draft après notamment Corey Davis, Mike Williams et John Ross. Il est alors le plus jeune joueur actif dans la National Football League (NFL).

#### Steelers de Pittsburgh
Smith-Schuster aborde sa première saison professionnelle comme joueur de rotation dans un effectif déjà bien garni au poste de wide receiver avec Antonio Brown, Martavis Bryant, Darrius Heyward-Bey, Eli Rogers et Justin Hunter (en). Il réussit plusieurs performances remarquées qui lui valent une place de titulaire notamment à la place de Martavis Bryant. Il réalise finalement une première saison convaincante avec 917 yards gagnés en réceptions.
En septembre 2019, Smith-Schuster devient, à 22 ans et 297 jours, le plus jeune joueur de l'histoire de la NFL à gagner 2 500 yards en réceptions. Il bat le précédent record de Randy Moss.

#### Chiefs de Kansas City
Le 20 mars 2022, Smith-Schuster signe un contrat d'un an pour un montant de 10,75 millions de $ avec les Chiefs de Kansas City. Il inscrit son premier touchdown pour les Chiefs le 16 octobre lors de la défaite 20 à 24 contre les Bills de Buffalo. La semaine suivante il participe à la victoire 44 à 23 contre les 49ers de San Francisco en effectuant sept réceptions pour un gain cumulé de 124 yards et un touchdown. Il finit la saison avec un bilan de 933 yards et trois touchdowns en 78 réceptions. Les Chiefs remportent ensuite le Super Bowl LVII disputé contre les Eagles de Philadelphie sur le score de 38 à 35, Smith-Schuster gagnant 53 yards en sept réceptions. Il participe à l'action déterminant située à 1 min 54 s de la fin du match lorsque le score est de 35 partout. Lors d'une troisième tentative, il est en effet retenu par le cornerback des Eagles James Bradberry Cette faute permet aux Chiefs de continuer le match en possession du ballon, de faire s'écouler le temps de jeu et de transformer le field goal leur donnant la victoire.

#### Patriots de la Nouvelle-Angleterre
Le 15 mars 2023, Smith-Schuster signe chez les Patriots de la Nouvelle-Angleterre.

## Statistiques
| Légende | Légende               |
| ------- | --------------------- |
|         | Mène la Ligue         |
|         | Gagnant du Super Bowl |
| Gras    | Record de carrière    |

### Université
| Année       | Équipe           | Statut      | MJ |     | Passes réceptionnées | Passes réceptionnées | Passes réceptionnées | Passes réceptionnées |       | Courses | Courses | Courses | Courses |  | Fumbles | Fumbles |
| Année       | Équipe           | Statut      | MJ | Nb. | Yards                | Moy.                 | TD                   | Nb.                  | Yards | Moy.    | TD      | Nb.     | Perdus  |  |         |         |
| 2014        | Trojans de l'USC | Fr          | 13 | 54  | 0724                 | 13,4                 | 05                   | 2                    | 03    | 1,5     | 0       | 0       | 0       |  |         |         |
| 2015        | Trojans de l'USC | So          | 14 | 89  | 1 454                | 16,3                 | 10                   | 1                    | 04    | 4,0     | 0       | 0       | 0       |  |         |         |
| 2016        | Trojans de l'USC | Jr          | 13 | 70  | 0914                 | 13,1                 | 10                   | 5                    | 27    | 5,4     | 0       | 0       | 0       |  |         |         |
| Totaux NCAA | Totaux NCAA      | Totaux NCAA | 40 | 213 | 3 092                | 14,5                 | 25                   | 8                    | 34    | 4,3     | 0       | 0       | 0       |  |         |         |

### NFL
| Année                    | Équipe                             | MJ |                | Passes réceptionnées | Passes réceptionnées | Passes réceptionnées | Passes réceptionnées |                | Courses        | Courses        | Courses | Courses |  | Fumbles | Fumbles |
| Année                    | Équipe                             | MJ | Nb.            | Yards                | Moy.                 | TD                   | Nb.                  | Yards          | Moy.           | TD             | Nb.     | Perdus  |  |         |         |
| 2017                     | Steelers de Pittsburgh             | 14 | 058            | 0917                 | 15,8                 | 7                    | 0                    | 0              | 00,0           | 0              | 0       | 0       |  |         |         |
| 2018                     | Steelers de Pittsburgh             | 16 | 111            | 1 426                | 12,8                 | 7                    | 1                    | 13             | 13,0           | 0              | 1       | 1       |  |         |         |
| 2019                     | Steelers de Pittsburgh             | 12 | 042            | 0552                 | 13,1                 | 3                    | 0                    | 0              | 00,0           | 0              | 1       | 1       |  |         |         |
| 2020                     | Steelers de Pittsburgh             | 16 | 097            | 0831                 | 08,6                 | 9                    | 0                    | 0              | 00,0           | 0              | 3       | 1       |  |         |         |
| 2021                     | Steelers de Pittsburgh             | 05 | 015            | 0129                 | 08,6                 | 0                    | 3                    | 9              | 03,3           | 1              | 0       | 0       |  |         |         |
| 2022                     | Chiefs de Kansas City              | 16 | 78             | 933                  | 12,0                 | 3                    | 0                    | 0              | 0              | 0              | 3       | 2       |  |         |         |
| 2023                     | Patriots de la Nouvelle-Angleterre | ?  | Saison à venir | Saison à venir       | Saison à venir       | Saison à venir       | Saison à venir       | Saison à venir | Saison à venir | Saison à venir | ?       | ?       |  |         |         |
| Totaux en NFL / Steelers | Totaux en NFL / Steelers           | 79 | 401            | 4 788                | 11,9                 | 29                   | 4                    | 22             | 5,5            | 1              | 8       | 5       |  |         |         |

| Année         | Équipe                 | MJ |     | Passes réceptionnées | Passes réceptionnées | Passes réceptionnées | Passes réceptionnées |       | Courses | Courses | Courses | Courses |  | Fumbles | Fumbles |
| Année         | Équipe                 | MJ | Nb. | Yards                | Moy.                 | TD                   | Nb.                  | Yards | Moy.    | TD      | Nb.     | Perdus  |  |         |         |
| 2017          | Steelers de Pittsburgh | 1  | 03  | 05                   | 01,7                 | 1                    | -                    | -     | -       | -       | 0       | 0       |  |         |         |
| 2020          | Steelers de Pittsburgh | 1  | 13  | 157                  | 12.1                 | 1                    | -                    | -     | -       | -       | 0       | 0       |  |         |         |
| 2021          | Steelers de Pittsburgh | 1  | 05  | 026                  | 05,2                 | 0                    | -                    | -     | -       | -       | 0       | 0       |  |         |         |
| 2022          | Chiefs de Kansas City  | 3  | 10  | 089                  | 08,9                 | 2                    | -                    | -     | -       | -       | 0       | 0       |  |         |         |
| Totaux en NFL | Totaux en NFL          | 6  | 31  | 269                  | 8,9                  | 2                    | -                    | -     | -       | -       | 0       | 0       |  |         |         |

### Records en NFL
- Premier joueur de l'histoire de la NFL à inscrire cinq (5) touchdowns avant le 21e anniversaire[18] ;
- Plus jeune joueur à gagner au moins 150 yards en une saison[19] ;
- Premier joueur à inscrire deux (2) touchdowns en n'ayant gagné sur le match que 97 yards[20] ;
- Plus jeune receveur à avoir gagné 1 500 yards en carrière[21] ;
- Plus jeune receveur à avoir gagné 2 500 yards en carrière[22].

#### Record de la franchise (Pittsburgh)
- Plus long touchdown inscrit en réception de l'histoire de la franchise (97 yards)[23] ;
- Plus jeune receveur à avoir gagné plus de 1 000 yards sur une saison (2018)[24] :
- Plus petit nombre de matchs joués (21) pour atteindre les 1 000 yards en réception sur la carrière[21]

## Trophées et récompenses

### En NCAA
- Sélectionné dans l'équipe type de la Pacific-12 Conference : saison 2015 ;
- Meilleur receveur de la Pacific-12 Conference : saison 2015 (1 454 yards)[25] ;
- Sélectionné dans la seconde équipe de la Pacific-12 Conference : saison 2016.

### En NFL
- Sélectionné au Pro Bowl : 2019 (saison 2018)[17] ;
- Sélectionné dans l'équipe type des débutants (rookies) : saison 2017[17] ;
- Classé 47e dans le Top 100 des joueurs NFL : saison 2019[17] ;
- Meilleur joueur des équipes spéciales de l'American Football Conference en 17e semaine : saison 2017[17] ;
- Meilleur joueur offensif AFC de la 8e semaine : saison 2017[17].